# ARFU Asian Rugby Championship 1988
L'Asian Rugby Championship 1988 (in inglese 1988 ARFU Asian Rugby Championship) fu l'11º campionato asiatico di rugby a 15 organizzato dall'ARFU, organismo continentale di governo della disciplina.
Si tenne tra il 12 e il 19 novembre 1988 a Hong Kong e per la prima volta vide una squadra diversa dal Giappone riconfermarsi campione in carica: la Corea del Sud, infatti, già campione due anni prima, batté di nuovo i rivali nipponici in finale e si aggiudicò il suo secondo titolo consecutivo e terzo assoluto.
Secondo una formula ormai in uso da diverse edizioni, il campionato si tenne tra otto squadre divise su due gironi da quattro squadre ciascuno, la prima classificata di ognuno dei quali avrebbe disputato la finale per il titolo, mentre la seconda classificata si sarebbe conteso il terzo posto nella finale di consolazione.
Si trattò del primo torneo asiatico a essere utilizzato nel sistema di qualificazioni alla Coppa del Mondo di rugby: l'anno prima il Giappone era stato invitato alla prima edizione di tale torneo che si tenne in Australasia e, in occasione della successiva edizione del 1991, era stato automaticamente ammesso al turno di qualificazione della zona Asia / Pacifico.
L'edizione 1988 del campionato asiatico dovette esprimere un'ulteriore squadra (la miglior classificata delle altre sette) da affiancare al Giappone nella sfida a Samoa e Tonga per due posti al mondiale.
Dal punto di vista dei risultati il torneo non regalò sorprese: già vincendo il proprio girone a punteggio pieno la Corea del Sud fu certa di assicurarsi il secondo posto utile al torneo di qualificazione continentale per la Coppa del Mondo, mentre il Giappone dominò l'altro girone.
La finale allo Stadio del Governo di Hong Kong vide i coreani riconfermarsi campioni grazie a una marcatura realizzata quattro minuti dentro al tempo di recupero, quando il punteggio era ancora fisso sul 13-13 e i supplementari sembravano la logica prosecuzione dell'incontro.
Per i coreani, al terzo titolo assoluto, si trattò del secondo di tre consecutivi, loro miglior serie nel torneo fino a quel momento.
I padroni di casa di Hong Kong batterono Taipei cinese nella finale di consolazione guadagnando il terzo posto.

## Squadre partecipanti
| Girone A      | Girone B      |
| ------------- | ------------- |
| Giappone      | Corea del Sud |
| Singapore     | Hong Kong     |
| Taipei cinese | Malaysia      |
| Thailandia    | Sri Lanka     |

## Fase a gironi

### Girone A
| Data             | Incontro                    | Risultato | Sede      |
| ---------------- | --------------------------- | --------- | --------- |
| 13 novembre 1988 | Giappone XV — Singapore     | 82-0      | Hong Kong |
| 13 novembre 1988 | Taipei cinese — Thailandia  | 32-9      | Hong Kong |
| 15 novembre 1988 | Giappone XV — Thailandia    | 108-7     | Hong Kong |
| 15 novembre 1988 | Singapore — Taipei cinese   | 3-86      | Hong Kong |
| 17 novembre 1988 | Giappone XV — Taipei cinese | 20-19     | Hong Kong |
| 17 novembre 1988 | Singapore — Thailandia      | 3-17      | Hong Kong |

#### Classifica
|    | Squadra       | G | V | N | P | P+  | P-  | P±   | PT |
| -- | ------------- | - | - | - | - | --- | --- | ---- | -- |
| A1 | Giappone      | 3 | 3 | 0 | 0 | 210 | 26  | +184 | 6  |
| A2 | Taipei cinese | 3 | 2 | 0 | 1 | 137 | 32  | +105 | 4  |
|    | Thailandia    | 3 | 1 | 0 | 2 | 33  | 143 | -110 | 2  |
|    | Singapore     | 3 | 0 | 0 | 3 | 6   | 185 | -179 | 0  |

### Girone B
| Data             | Incontro                  | Risultato | Sede      |
| ---------------- | ------------------------- | --------- | --------- |
| 12 novembre 1988 | Corea del Sud — Malaysia  | 102-0     | Hong Kong |
| 12 novembre 1988 | Hong Kong — Sri Lanka     | 45-3      | Hong Kong |
| 14 novembre 1988 | Hong Kong — Corea del Sud | 19-39     | Hong Kong |
| 14 novembre 1988 | Malaysia — Sri Lanka      | 6-12      | Hong Kong |
| 16 novembre 1988 | Corea del Sud — Sri Lanka | 68-6      | Hong Kong |
| 16 novembre 1988 | Hong Kong — Malaysia      | 50-0      | Hong Kong |

#### Classifica
|    | Squadra       | G | V | N | P | P+  | P-  | P±   | PT |
| -- | ------------- | - | - | - | - | --- | --- | ---- | -- |
| B1 | Corea del Sud | 3 | 3 | 0 | 0 | 209 | 25  | +184 | 6  |
| B2 | Hong Kong     | 3 | 2 | 0 | 1 | 114 | 42  | +72  | 4  |
|    | Sri Lanka     | 3 | 1 | 0 | 2 | 21  | 119 | -98  | 2  |
|    | Malaysia      | 3 | 0 | 0 | 3 | 6   | 164 | -158 | 0  |

## Finali

### Finale per il 3º posto
| Hong Kong 19 novembre 1988, ore 12 UTC+8 | Hong Kong | 19 – 4 referto | Taipei cinese | Stadio del Governo |

### Finale
| Arbitro: | I. Scott |

|                         |      |                                                        |
| Imakoma 10’ Yoshida 19’ | mt   | 38’ Cho Yong duk 64’ Yoo Jin hwan 80+4’ Kim Young chun |
| Matsuo 19’              | tr   | 38’, 64’ Shin                                          |
| Matsuo 69’              | c.p. |                                                        |
|                         | drop | 55’ Shin                                               |